# Lasioglossum latissimum
Lasioglossum latissimum är en biart som först beskrevs av Cockerell 1915.  Lasioglossum latissimum ingår i släktet smalbin, och familjen vägbin. Inga underarter finns listade i Catalogue of Life.